# Interdiscount
Interdiscount ist eine rechtlich unselbständige Schweizer Elektronik-Handelskette. Sie gehört der Coop-Genossenschaft, tritt am Markt jedoch eigenständig auf. Mit rund 160 Filialen ist Interdiscount der grösste Elektronikdiscounter der Schweiz und bietet eine breite Produktpalette von Artikeln namhafter Herstellern bis zu No-Name-Produkten an. Interdiscount betreibt die Eigenmarke Intertronic.

## Geschichte

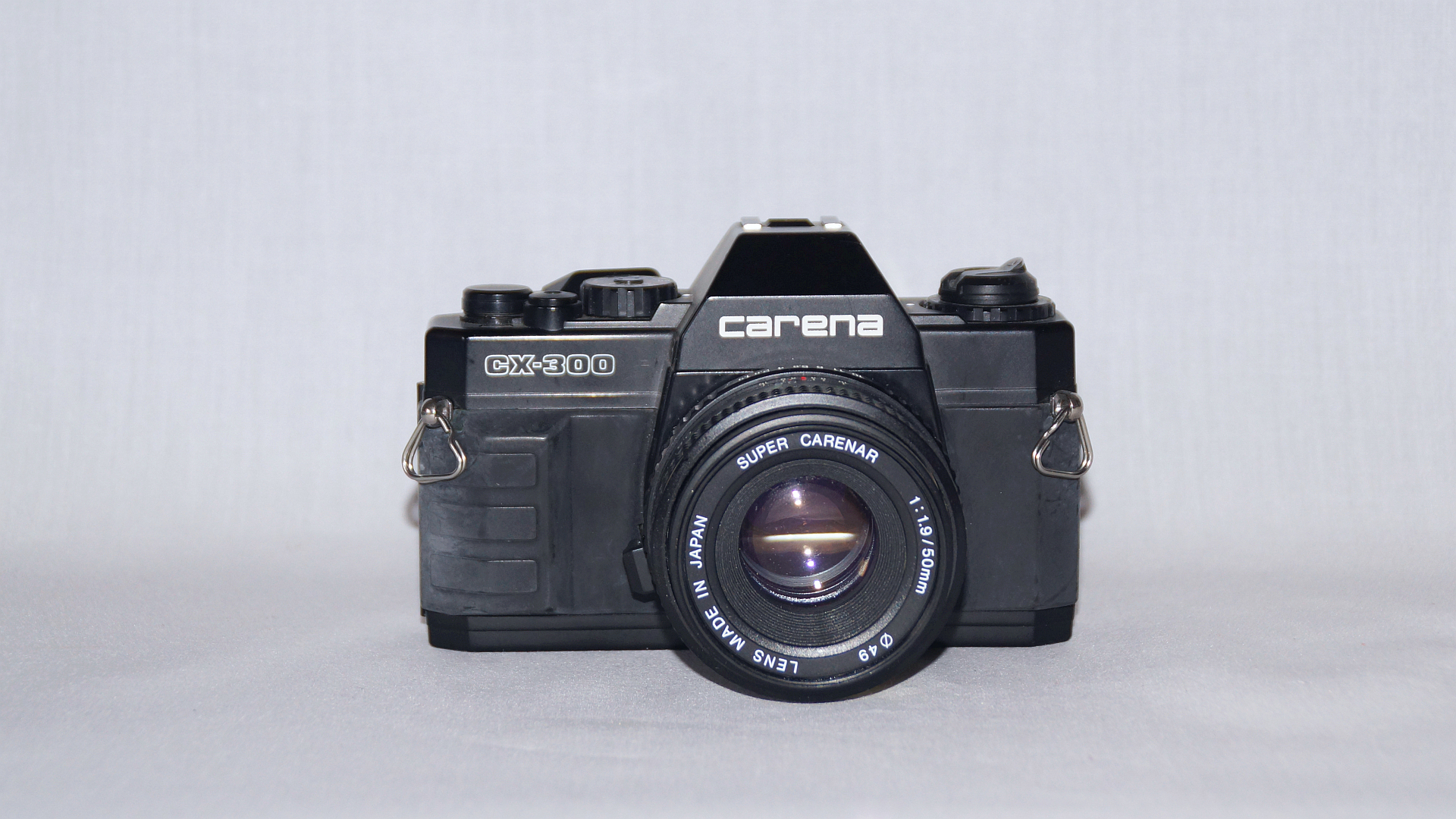
Carena CX 300 verkauft durch Interdiscount bzw. Photo Porst (produced by Cosina, Japan)

Durch Zusammenlegung der Firmen Photo Traber AG, Photo Max AG, Photo von Känel AG, Lichtsteiner Discount AG, Interdiscount AG und Color Labor AG wurde die Interdiscount Holding AG 1970 gegründet. Ruedi Baer gilt als die treibende Kraft hinter der Gründung und dem Aufbau von Interdiscount. In den 1970er-Jahren kaufte Interdiscount den Markennamen Carena und vertreibt seitdem Foto- und Filmkameras unter diesem Namen.
Die Radio Iseli AG wurde 1974 mit fünf Verkaufsgeschäften übernommen. Interdiscount beteiligte sich an der Photo Ruckli AG mit 9 Verkaufsgeschäften. Die Musique et Vision AG Genf wurde übernommen. Die Holding beteiligte sich an 20 % der Grammo Studio AG Zürich.
Die Burkhard-Strittmatter-Gruppe wurde 1985 mit 24 Filialen und 7 Service-Werkstätten übernommen. In Österreich beteiligte man sich 1989 an der H. Niedermeyer GmbH in Wien mit 90 Filialen. Von NASA übernahm Interdiscount 1991 85 Verkaufsgeschäfte und überführte diese in Interdiscount Frankreich mit Hauptsitz in Paris. 1992 unterzeichnete die Holding einen Zusammenarbeitsvertrag mit der Radio TV Steiner AG. Die Mehrheit der Firmenanteile von Photo Porst wurden 1982 übernommen.
Das Unternehmen gehört seit 1996 zur Schweizer Coop. 1999 wurden alle Microspot-Filialen in Interdiscount-Filialen umgewandelt. Mitte 2002 wurden die Aktivitäten der Interdiscount AG auf Coop übertragen und die Aktiengesellschaft liquidiert. Interdiscount ist seither rechtlich unselbständig, die geschützte Bezeichnung wird von Coop weiterhin für den selbständigen Auftritt der Elektronikhandelskette verwendet. 2003 wurden fast alle Filialen umgebaut.
Im Mai 2018 wurde in Jegenstorf, zusammen mit der Schwesterfirma Microspot, ein vollautomatisches Kleinteilelager eröffnet. Im Oktober 2023 teilte Coop mit, dass die Onlineshops Interdiscount.ch und Microspot.ch in den nächsten Monaten zusammengeführt werden und die Marke Microspot vom Markt genommen wird. Von 2018 bis 2022 lag der Nettoumsatz von Interdiscount stets über einer Milliarde  Franken. 2023 wurde ein Rückgang von 8,8 Prozent gegenüber dem Vorjahr verzeichnet. Die Anzahl der Filialen und die gesamte Verkaufsfläche sind hingegen schon seit über zehn Jahren rückläufig. 2024 schloss sich Interdiscount der Einkaufsgemeinschaft Euronics International an und der Umsatz 2024 lag bei 772 Millionen Franken.

## Intertronic
Interdiscount betreibt die Eigenmarke Intertronic mit Heimelektronik, Unterhaltungselektronik und Gadgets. Das Sortiment von Intertronic umfasst über 350 Artikel (Stand: Februar 2018).